# Vincent Bijlo
Vincent Robert Bijlo (Amsterdam, 27 april 1965) is een Nederlandse cabaretier, schrijver en columnist. 

## Biografie

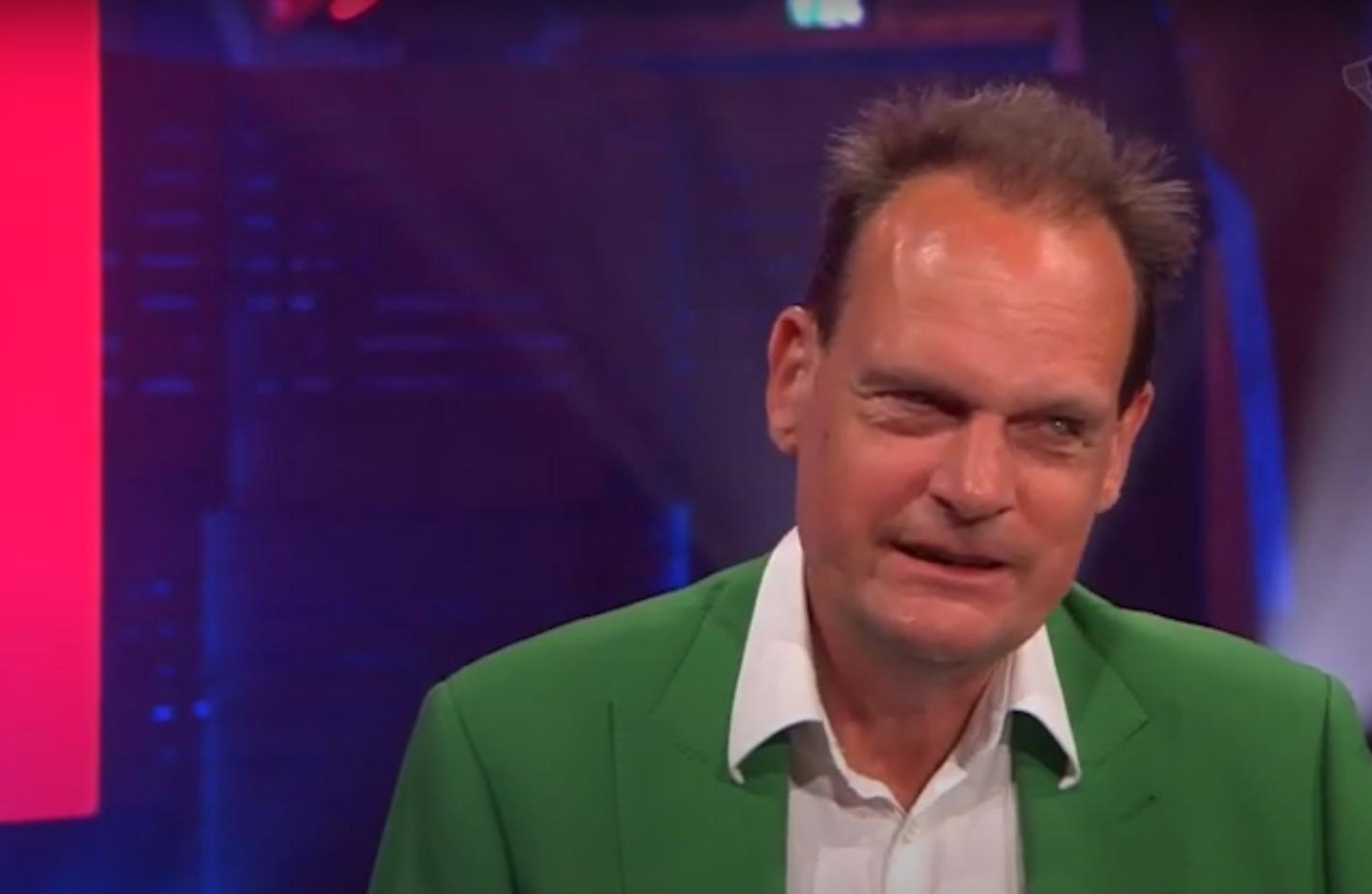
Vincent Bijlo (2020)

Bijlo is vanaf zijn geboorte blind. Hij bracht een deel van zijn jeugd door op het Koninklijk Instituut tot Onderwijs voor Slechtzienden en Blinden in Huizen. Op vijftienjarige leeftijd vernam hij van zijn moeder dat zijn visuele beperking inhield dat hij ook - in toenemende mate - gehoorverlies zou ervaren. Na het behalen van zijn vwo-diploma aan het St.-Vituscollege te Bussum (1985) studeerde Bijlo enkele jaren Nederlands aan de Universiteit Utrecht (1986-1988). Een eerste succes als cabaretier kwam in 1988 met het behalen van de publieks- en persoonlijkheidsprijs op het Leids cabaretfestival.
In 1998 publiceerde hij zijn debuutroman Het Instituut, waarna nog 3 romans volgden: Achttienhoog (2001), De woordvoerder (2003) en De Ottomaanse herder (2009).
Bijlo is ook columnist, onder meer driemaal per week voor het AD. Tevens heeft hij een vaste column in Down to Earth (het ledenmagazine van Milieudefensie), Feyenoord Magazine en het UWV-magazine. Eens per maand schreef hij een reportage voor het dagblad Trouw en leverde bijdragen in NRC Handelsblad. Ook had hij regelmatig een column bij BNR-nieuwsradio. Op NPO Radio 1 presenteerde hij 10 jaar lang wekelijks "HollandDocRadio", het radiodocumentaire-programma van de NPS/VPRO/Publieke omroepen. Verder verzorgt hij podcasts. 
Sinds zijn vroege jeugd speelt Bijlo verschillende muziekinstrumenten, waaronder piano, drums, bas, gitaar en ukelele.
Bijlo is politiek actief. Hij is lid van GroenLinks en was in 2006 lijstduwer van Perspectief 21 (P21), een lokale politieke partij in de gemeente Bunnik. P21 is een samenwerkingsverband van GroenLinks en de PvdA. Hij werkte als fractiemedewerker voor P21 en zit sinds 2015 in het bestuur van deze partij. Bijlo had ook een column in de Rode Draad, het kaderblad van GroenLinks. 
Bijlo steunt veel goede doelen op het gebied van natuur en milieu. Vanaf 2005 is hij actief ambassadeur van de Nacht van de Nacht. Aan de jaarlijkse Vredesweek is een bekend boegbeeld verbonden als nationale 'Ambassadeur van Vrede'. Sinds 2015 was dat Bijlo. 
Op 12 oktober 2017 vond op NPO 2 de uitzending "ik hoor alles" plaats, waarin hij spreekt over de verslechtering van zijn gehoor. Dat is een intrigerende oriëntatie op verandering, waarneming en creativiteit aan de hand van het dagelijks leven van een veelzijdig artiest.

## Familie
Bijlo is een achterkleinzoon van de Nederlandse architect en stedenbouwkundige Hendrik Petrus Berlage.

## Theatervoorstellingen
- 1989: Made in braille
- 1991: De knal van half zeven
- 1993: De zeespiegel
- 1995: Het pad van fortuin
- 1996: Niet zeiken, gewoon doen
- 1997: Tegen!
- 1998-1999: Scheve bomen
- 2000-2001: 2100
- 2001-2002: De beurs van Bijlo
- 2003-2005: De ziener
- 2005 2007: Kort door de bocht
- 2007-2009: Mijn laatste sigaret
- 2009-2011: Verlicht
- 2011-2013: De Cultuuroptimist
- 2013: De Lofar Expeditie (ism De Peergroup)
- 2013-2015: Enkeltje Mars
- 2015-2017: Het nieuwe nu (reprise als Het nieuwe nu 2.0)
- 2016: Op woeste hoogte (met The Rossettis)

## Openluchttheater

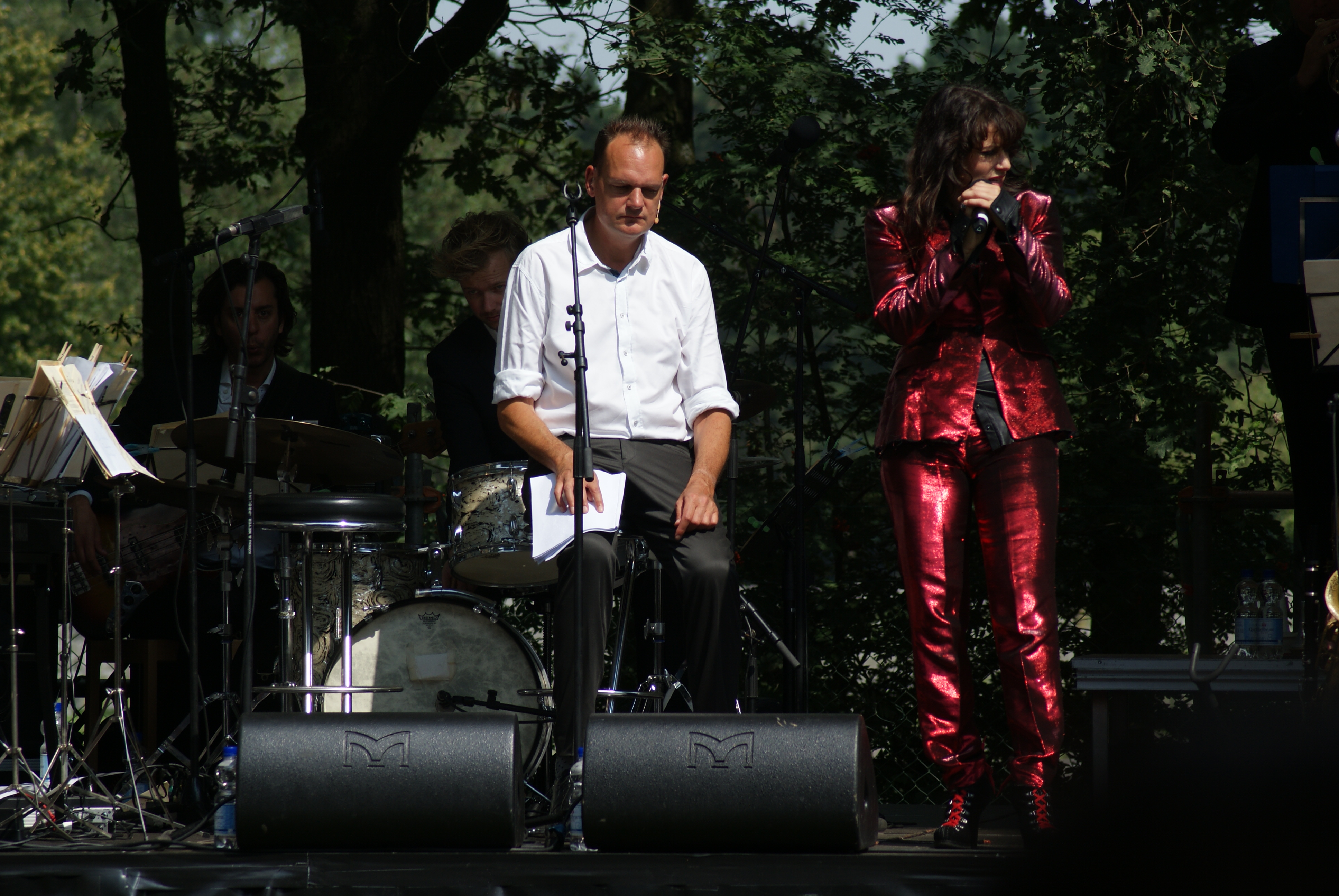
Vincent Bijlo and Ellen ten Damme 2014

- 2013: De LOFAR-expeditie (samen met de PeerGrouP) bij de Lofar-telescopp tussen Exloo en Buinen in Drenthe
- 2014-2019: World War One Project, The Concert to End all Wars, in samenwerking met de Konrad Koselleck Big Band en Ellen ten Damme, onder andere op de Duitse begraafplaats in Ysselsteyn, op het Festival "Ten Vrede" in Diksmuiden (België), het Belgenmonument in Amersfoort, Huis Doorn en het Vredespalais in Den Haag.

## Cd
- Zeventien (samen met zijn vrouw Mariska Reijmerink, 2005)
- Kort door de bocht (dvd-registratie van gelijknamig cabaretprogramma, 2007)
- Met de Bijlo's (13 liedjes bewerkt voor popband, alles door Bijlo zelf ingespeeld, 2008)
- Mijn laatste sigaret (dvd-registratie van gelijknamig cabaretprogramma, 2009)

## Televisie
- Dit was het nieuws (zichzelf, 2006)